# Харикл (один из Тридцати тиранов)
Харикл (др.-греч. Χαρικλῆς; умер после 400/399 года до н. э.) — древнегреческий политический деятель и военачальник, один из Тридцати тиранов, правивших Афинами в 404—403 годах до н. э. Участвовал в расследовании дела гермокопидов (415 год до н. э.), в качестве стратега командовал флотом во время Пелопоннесской войны (413 год до н. э.). После свержения Тридцати был изгнан, но позже смог вернуться на родину.

## Биография
Харикл, сын Аполлодора, был гражданином Афин. Он впервые упоминается в источниках в связи с событиями 415 года до н. э.: когда неизвестные изуродовали почти все афинские гермы, Харикл вошёл в состав комиссии, занявшейся расследованием этого святотатства. В то время он имел репутацию убеждённого сторонника демократического строя. Вместе с коллегой Писандром Харикл заявил, по словам Андокида, что «случившееся не есть дело немногих лиц, но направлено на ниспровержение демократии». Это было открытое обвинение в адрес членов аристократических гетерий. В результате город охватила паника, активизировались доносчики, многие афиняне были арестованы и подверглись пыткам. Прямым следствием этих событий стали изгнание Алкивиада и поражение возглавленной им сицилийской экспедиции.
В 414/413 году до н. э. Харикл занимал должность стратега. Весной 413 года до н. э. в связи с шедшей в то время Пелопоннесской войной он отправился во главе эскадры в тридцать кораблей к берегам Пелопоннеса: сначала Харикл взял на борт своих кораблей гоплитов из союзного Афинам Аргоса, а потом совместно с направлявшимся на Сицилию Демосфеном разграбил побережье Лаконики.
В 404 году до н. э. Харикл вошёл в состав коллегии Тридцати, которая формально была создана «для составления свода законов в духе старины», а фактически сосредоточила в своих руках власть над Афинами как олигархический орган (позже членов коллегии стали называть «Тридцатью тиранами»). Известно, что Харикла включили в состав этого органа по рекомендации Ферамена, но позже он сблизился с врагом Ферамена Критием. Какое-то время Харикл пользовался большим влиянием как один из лидеров радикального крыла «Тридцати». Именно он и Критий вызвали к себе критически настроенного философа Сократа, чтобы потребовать от него прекратить разговаривать с молодёжью. Эта беседа описана в «Воспоминаниях о Сократе» Ксенофонта, и Харикл там изображён как человек прямолинейный, грубый и не слишком умный. В 403 году до н. э. Критий погиб, а остальным олигархам, включая Харикла, пришлось бежать в Элевсин. Афиняне восстановили демократический строй. Всех членов коллегии Тридцати они изгнали, но позже благодаря амнистии Харикл смог вернуться на родину. Андокид в своей речи «О мистериях», произнесённой в афинском суде в 400/399 году до н. э., упоминает Харикла как одного из присутствующих.